# Dariusz Dudka
Dariusz Dudka (ur. 9 grudnia 1983 w Kostrzynie nad Odrą) – polski piłkarz występujący na pozycji obrońcy lub pomocnika, reprezentant Polski, trener. Członek Klubu Wybitnego Reprezentanta, uczestnik mistrzostw świata 2006, mistrzostw Europy 2008 i mistrzostw Europy 2012.

## Kariera klubowa
Dudka swoją karierę rozpoczynał w zespole Celulozy Kostrzyn nad Odrą. Zadebiutował w jej barwach wiosną 1998 w IV lidze jako czternastolatek. W 1999 przeniósł się do Amiki Wronki. W polskiej ekstraklasie zadebiutował 15 kwietnia 2000 w spotkaniu Amiki z Ruchem Radzionków. W trakcie sezonu 2005/06 został sprzedany do Wisły Kraków. W sezonie 2007/08 zdobył z tym klubem mistrzostwo Polski.

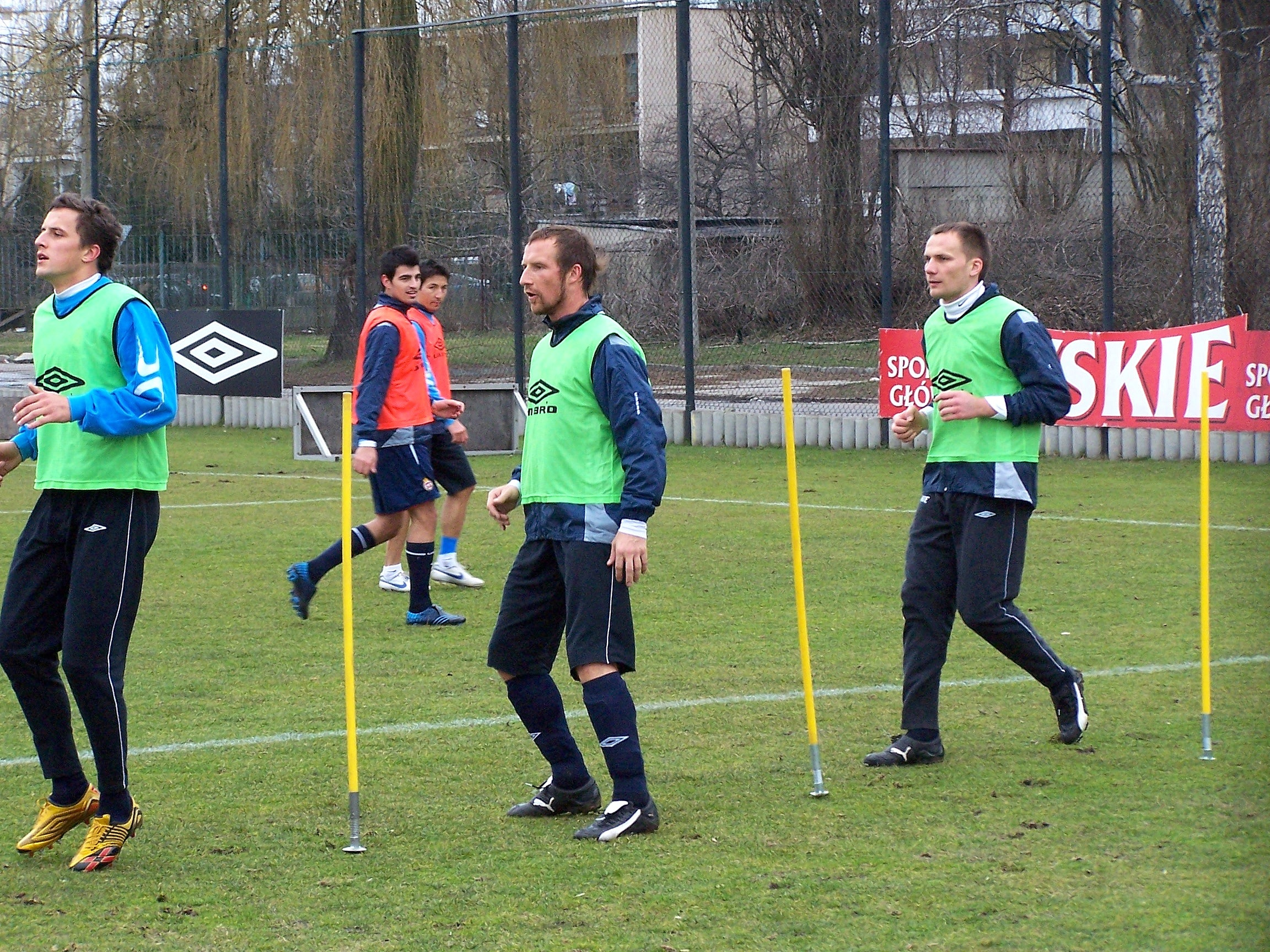
Od lewej: Dariusz Dudka, Maciej Stolarczyk i Arkadiusz Głowacki podczas treningu Wisły Kraków (2007)

26 czerwca 2008 został sprzedany do francuskiego klubu AJ Auxerre za (jak się szacuje) kwotę 2,5 mln euro. Dudka pierwszego gola dla Auxerre zdobył 21 marca 2009 w meczu przeciwko Le Mans FC. 17 sierpnia 2012 przeniósł się do hiszpańskiego zespołu Levante UD, w barwach którego zadebiutował dziesięć dni później w spotkaniu z Realem Valladolid. Po zakończeniu sezonu odszedł z klubu i został wolnym zawodnikiem.
31 października 2013 podpisał dwumiesięczny kontrakt z angielskim Birmingham City, gdzie wcześniej przebywał na testach.
17 lutego 2014 podpisał półtoraroczny kontrakt z Wisłą Kraków, do której powrócił po ponad pięciu latach. W barwach krakowskiego zespołu zadebiutował ponownie w derbowym meczu z Cracovią 23 marca 2014.
15 czerwca 2015 został nowym zawodnikiem mistrza Polski, Lecha Poznań. W 2017 na stałe przeniósł się do rezerw tego klubu, w których występował do 2019. 4 sierpnia 2020 został asystentem trenera Dariusza Żurawia przy pierwszym zespole.

## Kariera międzynarodowa
Uczestniczył w mistrzostwach świata w Niemczech (2006), a także w mistrzostwach Europy w Austrii i Szwajcarii (2008) i tych w Polsce i na Ukrainie (2012).
21 sierpnia 2008 wraz z Arturem Borucem i Radosławem Majewskim został zawieszony na czas nieokreślony w prawach reprezentanta Polski za „niedopuszczalne i nieodpowiedzialne zachowania” po zakończeniu meczu Polska – Ukraina.
15 listopada 2011 wystąpił po raz 60. w reprezentacji Polski (w meczu z Węgrami, 2:1), a tym samym dołączył do Klubu Wybitnego Reprezentanta. Swój ostatni mecz w reprezentacji rozegrał 16 czerwca 2012 podczas Euro 2012 z Czechami (0:1), po którym Polska odpadła z turnieju.
W reprezentacji pełnił funkcję wicekapitana.

## Statystyki

### Klubowe
| Sezon         | Klub            | Liga             | Mecze | Bramki |
| ------------- | --------------- | ---------------- | ----- | ------ |
| 1999/2000     | Amica Wronki    | Ekstraklasa      | 2     | 0      |
| 2000/2001     | Amica Wronki    | Ekstraklasa      | 17    | 0      |
| 2001/2002     | Amica Wronki    | Ekstraklasa      | 23    | 0      |
| 2002/2003     | Amica Wronki    | Ekstraklasa      | 4     | 0      |
| 2003/2004     | Amica Wronki    | Ekstraklasa      | 23    | 0      |
| 2004/2005     | Amica Wronki    | Ekstraklasa      | 23    | 0      |
| 2005/2006 (j) | Amica Wronki    | Ekstraklasa      | 1     | 0      |
| 2005/2006     | Wisła Kraków    | Ekstraklasa      | 29    | 1      |
| 2006/2007     | Wisła Kraków    | Ekstraklasa      | 28    | 3      |
| 2007/2008     | Wisła Kraków    | Ekstraklasa      | 20    | 1      |
| 2008/2009     | AJ Auxerre      | Ligue 1          | 28    | 1      |
| 2009/2010     | AJ Auxerre      | Ligue 1          | 19    | 0      |
| 2010/2011     | AJ Auxerre      | Ligue 1          | 29    | 3      |
| 2011/2012     | AJ Auxerre      | Ligue 1          | 34    | 2      |
| 2012/2013     | Levante UD      | Primera División | 3     | 0      |
| 2013/2014     | Birmingham City | Championship     | 2     | 0      |
| 2013/2014     | Wisła Kraków    | Ekstraklasa      | 12    | 0      |
| 2014/2015     | Wisła Kraków    | Ekstraklasa      | 34    | 0      |
| 2015/2016     | Lech Poznań     | Ekstraklasa      | 9     | 0      |
| 2016/2017     | Lech Poznań     | Ekstraklasa      | 0     | 0      |
| 2017/2018     | Lech II Poznań  | III liga         | 28    | 5      |

### Międzynarodowe

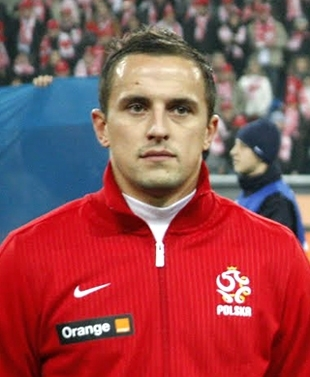
Dariusz Dudka w barwach państwowych, listopad 2011

| Drużyna narodowa | Rok  | Mecze | Bramki |
| ---------------- | ---- | ----- | ------ |
| Polska           |      |       |        |
| 2004             | 2    | 0     |        |
| 2005             | 3    | 0     |        |
| 2006             | 5    | 0     |        |
| 2007             | 11   | 2     |        |
| 2008             | 12   | 0     |        |
| 2009             | 10   | 0     |        |
| 2010             | 5    | 0     |        |
| 2011             | 12   | 0     |        |
| 2012             | 5    | 0     |        |
| Suma             | Suma | 65    | 2      |

| Mecze i gole w reprezentacji | Mecze i gole w reprezentacji | Mecze i gole w reprezentacji | Mecze i gole w reprezentacji | Mecze i gole w reprezentacji | Mecze i gole w reprezentacji | Mecze i gole w reprezentacji |
| #                            | Data                         | Miasto                       | Przeciwnik                   | Gol                          | Wynik                        | Rozgrywki                    |
| ---------------------------- | ---------------------------- | ---------------------------- | ---------------------------- | ---------------------------- | ---------------------------- | ---------------------------- |
| 1.                           | 12.07.2004                   | Chicago                      | Stany Zjednoczone            |                              | 1:1                          | mecz towarzyski              |
| 2.                           | 18.08.2004                   | Poznań                       | Dania                        |                              | 1:5                          | mecz towarzyski              |
| 3.                           | 18.04.2005                   | Chicago                      | Meksyk                       |                              | 1:1                          | mecz towarzyski              |
| 4.                           | 15.08.2005                   | Kijów                        | Serbia i Czarnogóra          |                              | 3:2                          | mecz towarzyski              |
| 5.                           | 16.11.2005                   | Ostrowiec Świętokrzyski      | Estonia                      |                              | 3:1                          | mecz towarzyski              |
| 6.                           | 18.03.2006                   | Rijad                        | Arabia Saudyjska             |                              | 2:1                          | mecz towarzyski              |
| 7.                           | 30.05.2006                   | Chorzów                      | Kolumbia                     |                              | 1:2                          | mecz towarzyski              |
| 8.                           | 14.06.2006                   | Dortmund                     | Niemcy                       |                              | 0:1                          | MŚ 2006                      |
| 9.                           | 15.11.2006                   | Bruksela                     | Belgia                       |                              | 1:0                          | eliminacje EURO 2008         |
| 10.                          | 06.12.2006                   | Abu Zabi                     | Zjednoczone Emiraty Arabskie |                              | 5:2                          | mecz towarzyski              |
| 11.                          | 03.02.2007                   | Jerez de la Frontera         | Estonia                      | Gol                          | 4:0                          | mecz towarzyski              |
| 12.                          | 07.02.2007                   | Jerez de la Frontera         | Słowacja                     |                              | 2:2                          | mecz towarzyski              |
| 13.                          | 24.03.2007                   | Warszawa                     | Azerbejdżan                  | Gol                          | 5:0                          | eliminacje EURO 2008         |
| 14.                          | 28.03.2007                   | Kielce                       | Armenia                      |                              | 1:0                          | eliminacje EURO 2008         |
| 15.                          | 02.06.2007                   | Baku                         | Azerbejdżan                  |                              | 3:1                          | eliminacje EURO 2008         |
| 16.                          | 06.06.2007                   | Erywań                       | Armenia                      |                              | 0:1                          | eliminacje EURO 2008         |
| 17.                          | 22.08.2007                   | Moskwa                       | Rosja                        |                              | 2:2                          | mecz towarzyski              |
| 18.                          | 08.09.2007                   | Lizbona                      | Portugalia                   |                              | 2:2                          | eliminacje EURO 2008         |
| 19.                          | 12.09.2007                   | Helsinki                     | Finlandia                    |                              | 0:0                          | eliminacje EURO 2008         |
| 20.                          | 13.10.2007                   | Warszawa                     | Kazachstan                   |                              | 3:1                          | eliminacje EURO 2008         |
| 21.                          | 17.10.2007                   | Łódź                         | Węgry                        |                              | 0:1                          | mecz towarzyski              |
| 22.                          | 06.02.2008                   | Larnaka                      | Czechy                       |                              | 2:0                          | mecz towarzyski              |
| 23.                          | 26.03.2008                   | Kraków                       | Stany Zjednoczone            |                              | 0:3                          | mecz towarzyski              |
| 24.                          | 26.05.2008                   | Reutlingen                   | Macedonia                    |                              | 1:1                          | mecz towarzyski              |
| 25.                          | 27.05.2008                   | Reutlingen                   | Albania                      |                              | 1:0                          | mecz towarzyski              |
| 26.                          | 01.06.2008                   | Chorzów                      | Dania                        |                              | 1:1                          | mecz towarzyski              |
| 27.                          | 08.06.2008                   | Klagenfurt am Wörthersee     | Niemcy                       |                              | 0:2                          | EURO 2008                    |
| 28.                          | 12.06.2008                   | Wiedeń                       | Austria                      |                              | 1:1                          | EURO 2008                    |
| 29.                          | 16.06.2008                   | Klagenfurt am Wörthersee     | Chorwacja                    |                              | 0:1                          | EURO 2008                    |
| 30.                          | 20.08.2008                   | Lwów                         | Ukraina                      |                              | 0:1                          | mecz towarzyski              |
| 31.                          | 11.10.2008                   | Chorzów                      | Czechy                       |                              | 2:1                          | eliminacje MŚ 2010           |
| 32.                          | 15.10.2008                   | Bratysława                   | Słowacja                     |                              | 1:2                          | eliminacje MŚ 2010           |
| 33.                          | 19.11.2008                   | Dublin                       | Irlandia                     |                              | 3:2                          | mecz towarzyski              |
| 34.                          | 11.02.2009                   | Vila Real de Santo António   | Walia                        |                              | 1:0                          | mecz towarzyski              |
| 35.                          | 28.03.2009                   | Belfast                      | Irlandia Północna            |                              | 2:3                          | eliminacje MŚ 2010           |
| 36.                          | 01.08.2009                   | Kielce                       | San Marino                   |                              | 10:0                         | eliminacje MŚ 2010           |
| 37.                          | 06.06.2009                   | Johannesburg                 | Południowa Afryka            |                              | 0:1                          | mecz towarzyski              |
| 38.                          | 09.06.2009                   | Kapsztad                     | Irak                         |                              | 1:1                          | mecz towarzyski              |
| 39.                          | 12.08.2009                   | Bydgoszcz                    | Grecja                       |                              | 2:0                          | mecz towarzyski              |
| 40.                          | 05.09.2009                   | Chorzów                      | Irlandia Północna            |                              | 1:1                          | eliminacje MŚ 2010           |
| 41.                          | 09.09.2009                   | Maribor                      | Słowenia                     |                              | 0:3                          | eliminacje MŚ 2010           |
| 42.                          | 14.11.2009                   | Warszawa                     | Rumunia                      |                              | 0:1                          | mecz towarzyski              |
| 43.                          | 18.11.2009                   | Bydgoszcz                    | Kanada                       |                              | 1:0                          | mecz towarzyski              |
| 44.                          | 03.03.2010                   | Warszawa                     | Bułgaria                     |                              | 2:0                          | mecz towarzyski              |
| 45.                          | 29.05.2010                   | Kielce                       | Finlandia                    |                              | 0:0                          | mecz towarzyski              |
| 46.                          | 02.06.2010                   | Kufstein                     | Serbia                       |                              | 0:0                          | mecz towarzyski              |
| 47.                          | 08.06.2010                   | Murcja                       | Hiszpania                    |                              | 0:6                          | mecz towarzyski              |
| 48.                          | 11.08.2010                   | Szczecin                     | Kamerun                      |                              | 0:3                          | mecz towarzyski              |
| 49.                          | 09.02.2011                   | Faro                         | Norwegia                     |                              | 1:0                          | mecz towarzyski              |
| 50.                          | 25.03.2011                   | Kowno                        | Litwa                        |                              | 0:2                          | mecz towarzyski              |
| 51.                          | 29.03.2011                   | Pireus                       | Grecja                       |                              | 0:0                          | mecz towarzyski              |
| 52.                          | 05.06.2011                   | Warszawa                     | Argentyna                    |                              | 2:1                          | mecz towarzyski              |
| 53.                          | 09.06.2011                   | Warszawa                     | Francja                      |                              | 0:1                          | mecz towarzyski              |
| 54.                          | 10.08.2011                   | Lubin                        | Gruzja                       |                              | 1:0                          | mecz towarzyski              |
| 55.                          | 02.09.2011                   | Warszawa                     | Meksyk                       |                              | 1:1                          | mecz towarzyski              |
| 56.                          | 06.09.2011                   | Gdańsk                       | Niemcy                       |                              | 2:2                          | mecz towarzyski              |
| 57.                          | 07.10.2011                   | Seul                         | Korea Południowa             |                              | 2:2                          | mecz towarzyski              |
| 58.                          | 11.10.2011                   | Wiesbaden                    | Białoruś                     |                              | 2:0                          | mecz towarzyski              |
| 59.                          | 11.11.2011                   | Wrocław                      | Włochy                       |                              | 0:2                          | mecz towarzyski              |
| 60.                          | 15.11.2011                   | Poznań                       | Węgry                        |                              | 2:1                          | mecz towarzyski              |
| 61.                          | 29.02.2012                   | Warszawa                     | Portugalia                   |                              | 0:0                          | mecz towarzyski              |
| 62.                          | 26.05.2012                   | Klagenfurt am Wörthersee     | Słowacja                     |                              | 1:0                          | mecz towarzyski              |
| 63.                          | 02.06.2012                   | Warszawa                     | Andora                       |                              | 4:0                          | mecz towarzyski              |
| 64.                          | 12.06.2012                   | Warszawa                     | Rosja                        |                              | 1:1                          | Euro 2012                    |
| 65.                          | 16.06.2012                   | Wrocław                      | Czechy                       |                              | 0:1                          | Euro 2012                    |

## Życie prywatne
W maju 2003 w Szczecinie na ul. Energetyków potrącił śmiertelnie pieszego. Ówczesny zawodnik Amiki Wronki był pod wpływem alkoholu, ale nie został skazany, gdyż uznano, że do wypadku doszło z winy pieszego. Jedyną konsekwencją był obowiązujący przez dziewięć miesięcy zakaz prowadzenia pojazdów.
Jest szwagrem piłkarza Przemysława Małeckiego.